# آراف‌ای تایدریچ (ای۹۶)
آراف‌ای تایدریچ (ای۹۶) (به انگلیسی: RFA Tidereach (A96)) یک کشتی بود که طول آن *۵۸۳ فوت ۲ اینچ (۱۷۷٫۷۵ متر) Length overall بود. این کشتی  در سال ۱۹۵۴ ساخته شد.